# Fredrik Florén
Per Fredrik Florén, född 22 juli 1971, är en svensk diplomat. Han antogs till Utrikesdepartementets handläggarutbildning 1997. 
Florén har tjänstgjort vid OSSE-delegationen i Wien och vid ambassaden i Havanna. Han var mellan 2008 och 2014 gruppchef på Enheten för Mellanöstern och Nordafrika vid Utrikesdepartementet (UD). Florén utsågs 2014 till ambassadör i Tunis, med stationering i Stockholm. Efter att Sveriges ambassad i Tunis återinvigdes 2016 blev Florén ambassadör på plats, med sidoackreditering till Tripoli. Under 2015-2016 genomförde Florén en genomlysning av svensk Västsaharapolitik. Genomlysningen klargjorde att kriterierna för att erkänna Västsahara som stat inte var uppfyllda. Slutsatserna publicerades på UD:s hemsida och debatterades i Riksdagen. Florén är för närvarande Sveriges ambassadör i Abu Dhabi, Förenade Arabemiraten.  